# Наймичка (фильм)
«Наймичка» — советский музыкальный фильм 1963 года по мотивам оперы Михаила Вериковского по одноимённой поэме Тараса Шевченко.

## Сюжет
Молодая девушка, обманутая заезжим уланом, подкидывает своего внебрачного сына в чужую бездетную семью. Но спустя некоторое время, не выдержав разлуки, она поступает в эту семью наймичкой…

## В ролях
- Вера Донская-Присяжнюк — Ганна
- Лариса Руденко — Настя
- Борис Гмыря — Трофим
- Андрей Подубинский — Марко
- Мария Кочур — Катря
- Александр Мовчан — улан

В эпизодах: Азалия Власова, Пётр Михневич (сват), Дмитрий Капка (сват), Вячеслав Лобода, Майя Казакова, Витольд Янпавлис (карточный игрок).
Вокальные партии исполняют: Ганна — Лилия Лобанова, Марко — Владимир Тимохин, Катря — Елизавета Чавдар, а партии Насти и Трофима исполняли сами актёры Лариса Руденко и Борис Гмыря.
Хор Академического театра оперы и балета Украинской ССР под управлением хормейстера Льва Венедиктова.
Музыка — Государственный симфонический оркестр Украинской ССР под управлением дирижёра Стефана Турчака.
Директор картины: Леонид Корецкий.

## О фильме
В основе сюжета одноимённая поэма Тараса Шевченко, лёгшая в основу (автор либретто — Кость Герасименко) оперы композитора Михаила Вериковского, которая впервые была поставлена в годы Великой Отечественной войны в Иркутске, в эвакуации. Фильм снят к 150-летию Тараса Шевченко — премьера состоялась в январе 1964 года в Киеве, а 9 марта 1964 года фильм был показан в Москве.
Постановка осуществлена кинорежиссёром Василием Лапокнышем и режиссёром Киевского театра оперы и балета Ириной Молостовой:

Многие утверждают — опера противопоказана экрану. Я убеждена, что это не так. Кинематограф своими средствами помогает глубже раскрыть музыкальное произведение. Мне даже думается, что он ближе опере, нежели театр. Ведь на сцене всегда есть некоторое противоречие между статичностью оформления и музыкой. А в кино это противоречие легко преодолеть. Нам пришлось значительно сократить партитуру. Сделали мы это с большой осторожностью. Линию Ганны мы не только полностью сохранили, но даже несколько расширили, предпослав картине пролог — историю любви Ганны и обманувшего её заезжего улана. Сократили сцену свадьбы, «дивертисменты», которых так много в опере.— режиссер фильма Ирина Молостова
Фильм был положительно принят критикой:

Большая часть фильма снималась на живописной украинской природе. События драмы показываются шире и подробнее, чем в оперном спектакле, Используются все возможности кино для того, чтобы получился не просто снятый на пленку театральный спектакль, а оригинальное произведение киноискусства, близкое глубоко психологичной поэме Шевченко.— Искусство кино, 1964

Глубоко народная музыка М. Вериковского, режиссёрское мастерство (постановщики И. Молостова, В. Лапокныш), прекрасная операторская работа, пленительные украинские пейзажи — все это обеспечило неизменное признание кинооперы.— журнал «Радуга», орган Союза писателей Украинской ССР[
На Первом Всесоюзном кинофестивале (Ленинград, 1964) актриса Вера Донская-Присяжнюк была удостоена первой премии за лучшее исполнение женской роли.